# District de Robe
Le district de Robe (District of Robe) est une zone d'administration locale située au centre de la Limestone Coast en Australie-Méridionale en Australie. 
L'économie du district est basée sur l'agriculture, la pêche et le tourisme.

## Localités
La principale localité du district est Robe. Les autres sont : Boatswains Point, Bray, Comung, Greenways, Konetta, Lake Eliza, Mount Benson, Noolook Forest, Nora Creina, Robe et Woodleigh.